# Gephyromantis leucocephalus
Espèce
Synonymes
- Gephyromantis decaryi leucocephala Angel, 1930
- Mantidactylus leucocephalus (Angel, 1930)

Statut de conservation UICN

 NT  : Quasi menacé
Gephyromantis leucocephalus est une espèce d'amphibiens de la famille des Mantellidae.

## Répartition

Aire de répartition de Genre espèce.

Cette espèce est endémique de Madagascar. Elle se rencontre du niveau de la mer jusqu'à 900 m d'altitude dans le sud-est de l'île, du parc national de Midongy du sud à Tôlanaro.

## Publication originale
- Angel, 1930 : Sur la validité du genre Gephyromantis (Batraciens) et diagnoses de deux espèces et d'une variété nouvelle de ce genre. Bulletin de la Société Zoologique de France, vol. 55, no 7, p. 548-553.